# Калинковский, Степан Антонович
Степан Антонович Калинковский (1918—1945) — старший сержант Рабоче-крестьянской Красной Армии, участник Великой Отечественной войны, Герой Советского Союза (1945).

## Биография
Степан Калинковский родился 1 июня 1918 года в деревне Доколь, БССР (ныне — Глусский район Могилёвская область Республика Беларусь). После окончания шести классов школы работал в колхозе. В 1939 году Калинковский был призван на службу в Рабоче-крестьянскую Красную Армию. С июня 1941 года — на фронтах Великой Отечественной войны. Участвовал в боях под Киевом и Харьковом, был ранен. После возвращения на фронт участвовал в Сталинградской и Курской битвах, битве за Днепр, где во второй раз был ранен. С весны 1944 года воевал на 1-м Белорусском фронте, участвовал в Белорусской операции, освобождении Польши. К январю 1945 года старший сержант Степан Калинковский был механиком-водителем танка 219-й танковой бригады 1-го механизированного корпуса 2-й гвардейской танковой армии 1-го Белорусского фронта. Отличился во время освобождения Польши.
14 января 1945 года Калинковский участвовал в освобождении города Кутно, уничтожив 2 батареи миномётов, 3 противотанковых орудия, 11 автомашин с боеприпасами, более 100 повозок, несколько десятков вражеских солдат и офицеров. 22 января 1945 года экипаж Калинковского в боях за освобождение Ходзежа уничтожил 2 артиллерийских батареи, 2 танка, несколько десятков вражеских солдат и офицеров. На одной из улиц Ходзежа танк Калинковского был подбит, но танкисты быстро починили его. Выйдя к западной окраине города, они перерезали пути отхода противника из него. 2 января 1945 года Калинковский вышел к реке Нотец и захватил переправы через неё. 2 февраля 1945 года он погиб на окраине Бане (гмина Бане). Похоронен на месте последнего боя.

## Награды и звания
Указом Президиума Верховного Совета СССР от 24 марта 1945 года за «образцовое выполнение боевых заданий командования на фронте борьбы с немецкими захватчиками и проявленные при этом отвагу и геройство» старший сержант Степан Калинковский посмертно был удостоен высокого звания Героя Советского Союза. Также был награждён орденом Ленина и медалью. Навечно зачислен в списки личного состава воинской части.

## Память
В честь Калинковского названа улица в Глуске.
Памятный знак в честь Калинковского на Аллее Славы в Глуске.